# Zabargad

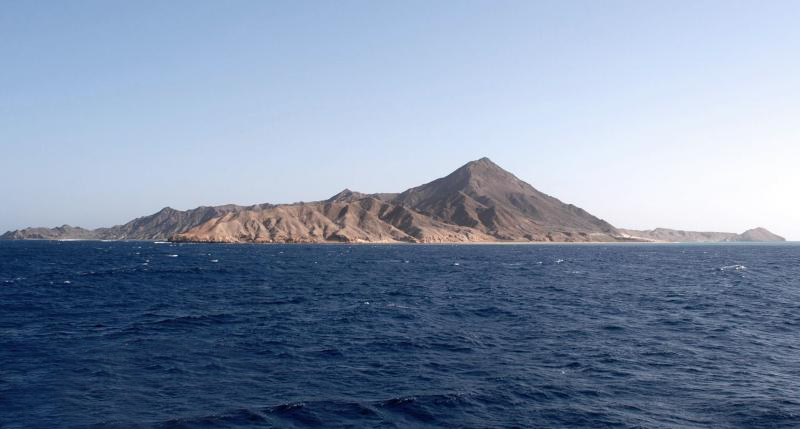
A ilha de Zabargad.

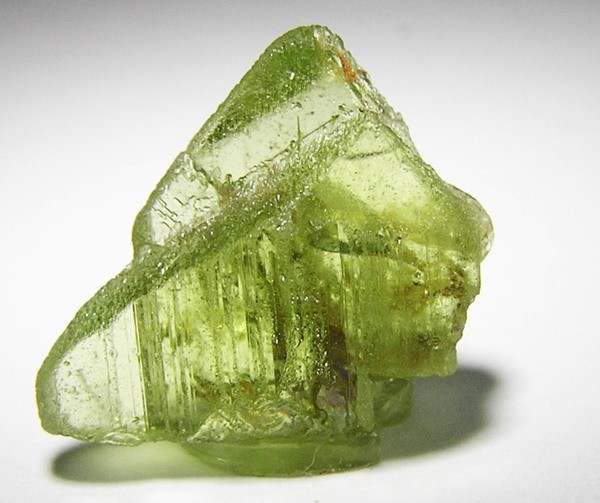
Espécime histórico de peridoto (1,3 x 0,7 x 0,4 cm). O peridoto foi extraído da ilha pelo menos desde

Zabargad (em árabe: جزيرة الزبرجد; romaniz.: Jazīrat Zabarjad), também conhecida por ilha de São João, Zebirguete e Topázios, é uma pequena ilha desabitada do Mar Vermelho, situada frente ao litoral sul do Egito, a 46 quilômetros a sueste de Ras Banas e um pouco ao norte do Trópico de Câncer. Tem uma área de 4,5 quilômetros quadrados, com o seu ponto mais alto a 235 metros acima do nível médio do mar. A ilha apresenta uma geologia incomum, estando nela localizados os jazigos históricos da gema crisólito ou peridoto.
Em agosto de 1851 a Marinha dos Estados Unidos exigiu reparação pela prisão ilegal de um capitão de um baleeiro americano.

## Geologia
A ilha é considerada como um fenómeno geológico único, sendo constituída por materiais do manto terrestre, um fragmento da camada mantélica da litosfera subjacente ao Mar Vermelho que foi levantado e exposto à superfície pelos movimentos tectónicos.
Os materiais que formam a ilha são principalmente rochas metamórficas da parte mais profunda da crusta levantadas acima do nível médio do mar quando as placas litosféricas africana e euroasiática convergiram e forçaram a subida de porções da base da crusta.
A ilha inclui três grandes formações de peridotito, ricas em peridoto, a forma gemológica da olivina. A abundância desta gema notabilizou a ilha, sendo considerada a primeira fonte deste material a ser explorada comercialmente. Na Antiguidade Clássica europeia a gema era conhecida pelo nome grego de topazios, razão pela qual o nome grego da ilha era Topazios.
A ilha é actualmente parte do Parque Nacional de Gebel Elba, visando proteger os seus recifes de coral e a biodiversidade das colónias de aves que nela nidificam.